# Siphocampylus densidentatus
Siphocampylus densidentatus är en klockväxtart som beskrevs av Franz Elfried Wimmer. Siphocampylus densidentatus ingår i släktet Siphocampylus och familjen klockväxter. Inga underarter finns listade i Catalogue of Life.